# Timothy J. McMahon

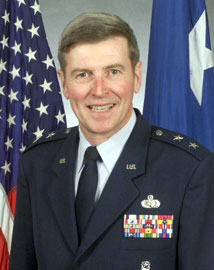
Timothy J. McMahon

Timothy J. McMahon (* um 1949) ist ein pensionierter Generalmajor der United States Air Force. Er war unter anderem Kommandeur der 20. Luftflotte.
Er besuchte zunächst das Quincy College in Illinois, wo er unter anderem das Fach Geschichte belegte. Über die Officer Training School gelangte er im Jahr 1971 in das Offizierskorps der United States Air Force. Dort durchlief er anschließend alle Offiziersränge vom Leutnant bis zum Zwei-Sterne-General.
Im Lauf seiner militärischen Karriere absolvierte er verschiedene Kurse und Schulungen. Dazu gehörten unter anderem die Squadron Officer School auf der Maxwell Air Force Base in Alabama; eine Ausbildung am Armed Forces Staff College in Norfolk in Virginia und am Industrial College of the Armed Forces in Fort Lesley J. McNair in Washington, D.C. Außerdem erhielt er einen akademischen Grad von der Golden Gate University in San Francisco.
McMahon war kein Militärpilot. Stattdessen befasste er sich mit Raketen und deren Technik. In seinen frühen Jahren als Offizier der Luftwaffe war er auf verschiedenen Stützpunkten in den Vereinigten Staaten stationiert. Dabei war er als Raketenoffizier oder Stabsoffizier bei unterschiedlichen Einheiten tätig. Dazwischen absolvierte er die erwähnten Schulungen. Als Stabsoffizier war er unter anderem im Hauptquartier der Air Force tätig.
Zwischen Oktober 1992 und Juni 1994 war er als Oberst Kommandeur der 21st Operations Group, die auf der Peterson Air Force Base in Colorado stationiert war. Danach verblieb er bis zum Juli 1995 auf diesem Stützpunkt, wo er der Stabsabteilung für Operationen des Air Force Space Commands angehörte. Es folgte eine Versetzung zur Malmstrom Air Force Base in Montana. Dort kommandierte Timothy McMahon zwischen Juli 1995 und Februar 1997 das 341. Raketengeschwader (341st Missile Wing).
Sein nächster Auftrag führte ihn auf die Offutt Air Force Base in Nebraska. Dort gehörte er bis zum September 1998 der Stabsabteilung für Operationen des United States Strategic Commands an. Es folgte eine Versetzung zum Hauptquartier der Air Force, wo McMahon zwischen September 1998 und Juni 2000 als Stabsoffizier (Director of Nuclear and Counterproliferation) in der Stabsabteilung für Luft- und Raumoperationen tätig war.
Am 19. Juli 2000 übernahm Thimothy McMahon als Nachfolger von Thomas H. Neary auf der Francis E. Warren Air Force Base in Wyoming das Kommando über die 20. Luftflotte. Gleichzeitig kommandierte er auch die ICBM-Task Force 214, die dem United States Strategic Command unterstand. Diese Aufgaben nahm er bis zum 30. Mai 2003 wahr, als Frank Klotz seine Nachfolge antrat. Anschließend schied er aus dem aktiven Militärdienst aus.

## Daten der Beförderungen
| Abzeichen | Rang               | Jahr            |
| --------- | ------------------ | --------------- |
|           | Second Lieutenant  | 7. April 1971   |
|           | First Lieutenant   | 7. Oktober 1972 |
|           | Captain            | 7. April 1975   |
|           | Major              | 1. Februar 1983 |
|           | Lieutenant Colonel | 1. Mai 1987     |
|           | Colonel            | 1. April 1991   |
|           | Brigadier General  | 1. Januar 1997  |
|           | Major General      | 1. Mai 2000     |

## Orden und Auszeichnungen
Timothy McMahon erhielt im Lauf seiner militärischen Laufbahn unter anderem folgende Auszeichnungen:
- Air Force Distinguished Service Medal
- Defense Superior Service Medal
- Legion of Merit
- Defense Meritorious Service Medal
- Meritorious Service Medal
- Air Force Commendation Medal